# まんまこと
『まんまこと』は、畠中恵による時代小説短編集シリーズ。『オール讀物』（文藝春秋）に2005年7月号より掲載され、シリーズ第1弾『まんまこと』から第9弾『おやごころ』まで文藝春秋より刊行されている。江戸の町名主の跡取り息子を主人公に、町名主のもとに持ち込まれるさまざまな事件を1話完結で描く。
シリーズ累計発行部数は75万部を超え、2015年7月にはNHK「木曜時代劇」にて『まんまこと〜麻之助裁定帳〜』（まんまこと あさのすけさいていちょう）と題して福士誠治主演でテレビドラマ化。テレビドラマ化の発表後は100万部を突破した。

## 概要
江戸時代、江戸の町では、町民間の揉め事で奉行所が扱うほどでもないと考えられるものは、住んでいるところの町名主の玄関で、町名主の裁定により解決が図られていた。江戸、神田の町名主の跡取り息子、高橋麻之助は周囲からお気楽そのものと見られている飄々とした若者である。幼馴染で、同じく町名主の跡取り息子である八木清十郎、同心見習いの相馬吉五郎らとともに、町名主のもとに持ち込まれるさまざまな揉め事に取り組んでいく。第一話「まんまこと」、第二話「柿の実を半分」ではそれぞれ小さな事件を核として麻之助の周囲が描かれ、第三話「万年、青いやつ」では麻之助に縁談が持ち上がる。江戸の町と庶民の暮らしを背景に、一話完結のそれぞれの短編がつながって、大きな物語をつむぎだしていく。
「まんまこと」という言葉は現代語の辞書にはみあたらないが、表題作の最後に「まんまこと　真真事・ほんとうのこと。『江戸語事典』（東京堂出版）より」と、この言葉の意味が引用されている。
シリーズ最初の短編小説「まんまこと」の初出は『オール讀物』2005年7月号。作者の畠中はその後も、数か月に1本のペースで続編を同誌に執筆。最初の6話を単行本化した『まんまこと』は2007年4月に出版された。

## 主な登場人物
- 高橋麻之助（たかはし あさのすけ） - 神田の町名主の後取り息子。第一話「まんまこと」の時点で22歳。
- 八木清十郎（やぎ せいじゆうろう） - 隣町の町名主の後取り息子。麻之助の幼馴染。
- 相馬吉五郎（そうま きちごろう） - 武家の生まれ。現在は同心見習い。麻之助の幼馴染。
- 高橋宗右衛門（たかはし そうえもん） - 町名主、麻之助の父。
- おさん - その妻。
- 八木源兵衛（やぎ げんべえ） - 隣町町名主。清十郎の父。
- 由有（おゆう） - その妻。麻之助らより2歳年上の幼馴染。
- 幸太（こうた） - その子。清十郎の歳の離れた弟。
- 寿ず（おすず） - 麻之助の縁談相手。吉五郎のまたいとこ。

## シリーズ一覧
|        | タイトル         | 単行本                                    | 文庫本                                                        | 収録作品 |
| ------ | ---------------- | ----------------------------------------- | ------------------------------------------------------------- | --- |
| 第1弾  | 『まんまこと』   | 2007年4月 文藝春秋 ISBN 978-4-16-325840-9 | 2010年3月 文春文庫 ISBN 978-4-16-778301-3                     | - まんまこと（『オール讀物』2005年7月号） - 柿の実を半分（『オール讀物』2005年12月号） - 万年、青いやつ（『オール讀物』2006年3月号） - 吾が子か、他の子か、誰の子か（『オール讀物』2006年6月号） - こけ未練（『オール讀物』2006年9月号） - 静心なく（『オール讀物』2006年12月号） |
| 第2弾  | 『こいしり』     | 2009年3月 文藝春秋 ISBN 978-4-16-328020-2 | 2011年11月 文春文庫 ISBN 978-4-16-778302-0 （解説：細谷正充） | - こいしり（『オール讀物』2007年8月号） - みけとらふに（『オール讀物』2007年12月号） - 百物語の後（『オール讀物』2008年4月号） - 清十郎の問い（『オール讀物』2008年7月号） - 今日の先（『オール讀物』2008年10月号） - せなかあわせ（『オール讀物』2009年1月号）                   |
| 第3弾  | 『こいわすれ』   | 2011年9月 文藝春秋 ISBN 978-4-16-380760-7 | 2014年4月 文春文庫 ISBN 978-4-16-790067-0                     | - おさかなばなし（『オール讀物』2009年10月号） - お江戸の一番（『オール讀物』2010年1月号） - 御身の名は（『オール讀物』2010年4月号） - おとこだて（『オール讀物』2010年7月号） - 鬼神のお告げ（『オール讀物』2010年10月号） - こいわすれ（『オール讀物』2010年10月号）            |
| 第4弾  | 『ときぐすり』   | 2013年5月 文藝春秋 ISBN 978-4-16-382170-2 | 2015年7月 文春文庫 ISBN 978-4-16-790397-8                     | - 朝を覚えず（『オール讀物』2011年8月号） - たからづくし（『オール讀物』2012年3月号） - きんこんかん（『オール讀物』2012年6月号） - すこたん（『オール讀物』2012年9月号） - ともすぎ（『オール讀物』2012年12月号） - ときぐすり（『オール讀物』2013年3月号）                      |
| 第5弾  | 『まったなし』   | 2015年6月 文藝春秋 ISBN 978-4-16-390271-5 | 2018年4月 文春文庫 ISBN 978-4-16-791044-0                     | - まったなし（『オール讀物』2013年9月号） - 子犬と嫁と小火（『オール讀物』2013年12月号） - 運命の出会い（『オール讀物』2014年3月号） - 親には向かぬ（『オール讀物』2014年9月号） - 縁、三つ（『オール讀物』2014年12月号） - 昔から来た文（『オール讀物』2015年3月号）             |
| 第6弾  | 『ひとめぼれ』   | 2017年4月 文藝春秋 ISBN 978-4-16-390633-1 | 2020年6月 文春文庫 ISBN 978-4-16-791504-9                     | - わかれみち（『オール讀物』2015年9月号） - 昔の約束あり（『オール讀物』2015年12月号） - 言祝ぎ（『オール讀物』2016年3月号） - 黒煙（『オール讀物』2016年6月号） - 心の底（『オール讀物』2016年9月号） - ひとめぼれ（『オール讀物』2016年12月号）                                 |
| 第7弾  | 『かわたれどき』 | 2019年2月 文藝春秋 ISBN 978-4-16-390967-7 | 2022年2月 文春文庫 ISBN 978-4-16-791824-8                     | - きみならずして - まちがい探し - 麻之助が捕まった - はたらきもの - 娘四人 - かわたれどき |
| 第8弾  | 『いわいごと』   | 2021年2月 文藝春秋 ISBN 978-4-16-391330-8 | 2024年3月 文春文庫 ISBN 978-4-16-792181-1                     | - こたえなし - 吉五郎の縁談 - 八丁堀の引っ越し - 名指し - えんむすび - いわいごと |
| 第9弾  | 『おやごころ』   | 2023年5月 文藝春秋 ISBN 978-4-16-391694-1 | 2025年4月 文春文庫 ISBN 978-4-16-792350-1                     | - たのまれごと - こころのこり - よめごりょう - 麻之助走る - 終わったこと - おやごころ |
| 第10弾 | 『ああうれしい』 | 2025年4月 文藝春秋 ISBN 978-4-16-391965-2 |                                                               | - ふじのはな - おとうと - ああうれしい - 縁談色々 - むねのうち - だいじなこと |

## 漫画
紗久楽さわにより漫画化され、『プリンセスGOLD』に掲載され、のちプリンセスコミックスデラックスとして刊行された。
- 『まんまこと』 秋田書店、2012年12月、ISBN 978-4-253-15417-8
- 『まんまこと弐』 秋田書店、2014年11月、ISBN 978-4-253-15418-5
- 『まんまこと参』 秋田書店、2015年6月、ISBN 978-4-253-15419-2

## テレビドラマ
『まんまこと〜麻之助裁定帳〜』（まんまこと あさのすけさいていちょう）のタイトルで、NHK総合「木曜時代劇」（毎週木曜20:00 - 20:43）にて2015年7月16日から10月1日まで放送された。全10回。

### キャスト

#### 主要人物
- 高橋麻之助 - 福士誠治
- お寿ず - 南沢奈央
- お由有 - 市川由衣
- 八木清十郎 - 桐山漣（幼年期 - 大竹一真）
- 相馬吉五郎 - 趙珉和
- 巳之助 - えなりかずき
- おと吉[44] - 桧山うめ吉
- 八木源兵衛 - 石橋蓮司
- 火消しの頭取[44] - 伊吹吾郎
- 宗匠[44] - 市川左團次
- おさん - 竹下景子
- 高橋宗右衛門 - 高橋英樹

#### ゲスト

##### 第1回
- 半次郎 - 金子貴俊
- おのぶ - 荒井萌
- 笠松屋 - 中村育二
- 小倉屋 - 江良潤
- 和国屋 - 佐渡稔
- 幸太 - 菊井凛人（第2回・第4回・第5回・第7回・第9回・最終回）

##### 第2回
- 水元又四郎 - 松田悟志（第3回・第4回・第7回〈回想〉）
- 金太郎 - 清水優
- 松野屋 - 安藤一夫
- 玉木屋吾平 - ベンガル
- 安助 - 牧徹
- 奉公人 - 天蝶二

##### 第3回
- おしん - 田辺桃子
- 貞吉 - 波岡一喜（第4回 - 第7回・第9回・最終回）
- 角造 - 不破万作
- 同心・早瀬 - ダンカン
- お女中 - 川俣しのぶ
- 菓子屋手代 - 田上晃吉

##### 第4回
- 茂太郎 - 渋谷謙人
- お紀久 - 筒井真理子
- 青竹屋主人 - デビット伊東
- 医者 - 小川剛生（第5回）
- 手代・平三 - 丸一太（第7回・最終回）
- 木戸番の男 - おかやまはじめ
- 博徒の親分 - 車邦秀

##### 第5回
- お伊代 - 黒沢あすか
- 辰之助 - 水野直
- 女 - 坂本三佳

##### 第6回
- 大倉屋角右衛門 - 村井國夫
- 彦三 - 井坂俊哉
- おせん - 宮武美桜
- 塩谷 - ウド鈴木
- 山中屋 - 小宮孝泰
- 太田家用人 - 谷田歩
- とめ - 星野光代
- お末 - 星野園美
- 老松 - 久保酎吉
- 下女 - 岩崎光里（第7回・第8回）

##### 第7回
- 菊蔵 - 遠藤雄弥（第8回）
- 住職 - 織本順吉
- 古道具屋 - 渡辺哲
- 大林師匠 - 小磯勝弥
- 唐辛子売り - 藤山扇治郎
- 大工 - 清水伸
- 読売り - 川田広樹（ガレッジセール）

##### 第8回
- 七国屋松兵衛 - 津田寛治
- 岩吉 - 松澤傑
- おこ乃 - 川島鈴遥（最終回）
- 太郎兵衛 - 矢部太郎
- かっぱ - 那須野恵
- 権助 - 藏内秀樹
- 女 - 木村夏子

##### 第9回
- 遊佐神官 - 林泰文
- 城木神官 - 斎藤洋介
- 世話人 - 久松龍一
- 小間屋物屋の店主 - 山崎健二

##### 最終回
- 西節 - 鷲生功
- 若い衆 - 川奈龍平
- 芸者 - 常石梨乃

### スタッフ
- 語り - 柳家小さん
- 原作 - 畠中恵 『まんまこと』『こいしり』『こいわすれ』『ときぐすり』[45]
- 脚本 - 吉田紀子
- 音楽 - 大島ミチル
- 演出 - 黛りんたろう、榎戸崇泰、岡田健（NHKエンタープライズ）
- 制作統括 - 銭谷雅義（NHKエンタープライズ）、原林麻奈（NHK）

俳句 ― 井上泰至

### 放送日程
| 各回   | 放送日   | サブタイトル   | 原作       |
| ------ | -------- | -------------- | ---------- |
| 第1回  | 07月16日 | 恋、一途       | まんまこと |
| 第2回  | 07月23日 | 万年、青いやつ | まんまこと |
| 第3回  | 07月30日 | こけ未練       | まんまこと |
| 第4回  | 08月13日 | 静心なく       | まんまこと |
| 第5回  | 08月20日 | こいしり       | こいしり   |
| 第6回  | 08月27日 | 清十郎の問い   | こいしり   |
| 第7回  | 09月03日 | せなかあわせ   | こいしり   |
| 第8回  | 09月17日 | おさかなばなし | こいわすれ |
| 第9回  | 09月24日 | 鬼神のお告げ   | こいわすれ |
| 最終回 | 10月01日 | 朝を覚えず     | ときぐすり |

- 第6回は、30分繰り上げ（19:30 - 20:13）
- 第8回は、9月10日放送予定だったが、豪雨のニュースのため放送休止になり1週延期。第9回、最終回も1週ずつ繰り下げ。

### 関連商品
DVD-BOX
- まんまこと〜麻之助裁定帳〜（2016年1月20日、ポニーキャニオン、PCBE-63581）

| NHK総合テレビ 木曜時代劇          | NHK総合テレビ 木曜時代劇                        | NHK総合テレビ 木曜時代劇        |
| 前番組                            | 番組名                                          | 次番組                          |
| --------------------------------- | ----------------------------------------------- | ------------------------------- |
| かぶき者 慶次 （2015.4.9 - 6.18） | まんまこと〜麻之助裁定帳〜 （2015.7.16 - 10.1） | ぼんくら2 （2015.10.22 - 12.3） |